# Станіслав Рилко
Станіслав Марян Рилко (пол. Stanisław Marian Ryłko; нар. 4 липня 1945, Андрихув, Вадовицький повіт, Малопольське воєводство) — польський церковний діяч, єпископ з 1996 року, голова Папської Ради в справах мирян (2003—2016), кардинал-диякон (2007—2018), кардинал-пресвітер з 2018 року.
Учасник конклав 2013 року. Зараз — архіпресвітер базиліки Санта-Марія-Маджоре та кардинал із титулом церкви Сакро-Куоре-ді-Крісто-Ре. Окрім польської мови, він також володіє італійською, німецькою та англійською мовами.